# Plac Luizy
Plac Luizy (fr. Place Louise, nid. Louizaplein) – plac w Regionie Stołecznym Brukseli w Belgii. Plac znajduje się na granicy gmin miejskich Brukseli, Ixelles i Saint-Gilles. 
Nazwa upamiętnia postać Ludwiki Marii, Królowej Belgów. Plac powstał jako punkt wyjścia dla Alei Luizy wiodącej z Brukseli do Bois de la Cambre. 
Pod placem znajduje się stacja metra Louise/Louiza.